# Michael Carrington
Michael Carrington es un escritor de cómics y actor de voz estadounidense conocido por su trabajo en Los Simpson.

## Carrera
Trabajando en Los Simpson, coescribió junto a Gary Apple el episodio Homer's Triple Bypass. Además, ha puesto la voz a varios personajes secundarios de la serie. También ha escrito para The Jamie Foxx Show, The Proud Family y The Gregory Hines Show. Ha trabajado como actor de doblaje en The Critic y ha actuado en Think Fast!, además de desempeñarse como productor y escritor en That's So Raven.

## Filmografía

### Productor
- Cory en la Casa Blanca (coproductor ejecutivo) (6 episodios, 2007)
- That's So Raven (supervisor de producción) (25 episodios, 2003-2005) (coproductor ejecutivo) (4 episodios, 2005)
- Martin (coproductor) (1 episodio, 1996)
- Get Smart (coproductor) (1 episodio, 1995)

### Escritor
- Cory en la Casa Blanca (2 episodios, 2007)
- That's So Raven (5 episodios, 2003-2005)
- The Proud Family (2001) (episodios desconocidos)
- The Jamie Foxx Show (2 episodios, 2000)
- Holding the Baby (1998) (episodios desconocidos)
- The Gregory Hines Show (1997) (episodios desconocidos)
- Martin (5 episodios, 1995-1997)
- Get Smart (1 episodio, 1995)
- The Sinbad Show (1993) (episodios desconocidos)
- Los Simpson (1 episodio, 1992)

### Actor
- Los Simpson (4 episodios, 1993-2006)
- That's So Raven --- Chico malo (1 episodio, 2004)
- Martin --- Malabarista (1 episodio, 1995)
- The Critic --- Chofer (2 episodios, 1994)
- Think Fast (1989) --- Conductor (1989)